# شویچی ماسه
شویچی ماسه (انگلیسی: Shuichi Mase؛ زادهٔ ۲۲ اکتبر ۱۹۷۳) بازیکن فوتبال اهل ژاپن است.